# تیم ملی فوتبال جبل‌الطارق
تیم ملی فوتبال جبل الطارق یک تیم فوتبال بین‌المللی است که به نمایندگی از کشور جبل الطارق به میدان می‌رود. این تیم زیر نظر فدراسیون فوتبال جبل الطارق فعالیت می‌کند.
اولین بازی رسمی این تیم در ۱۹ نوامبر ۲۰۱۳ در ورزشگاه الگاروه پرتغال در مقابل تیم ملی فوتبال اسلواکی انجام شد که نتیجه‌ای جز تساوی بدون گل نداشت.

## نگارخانه

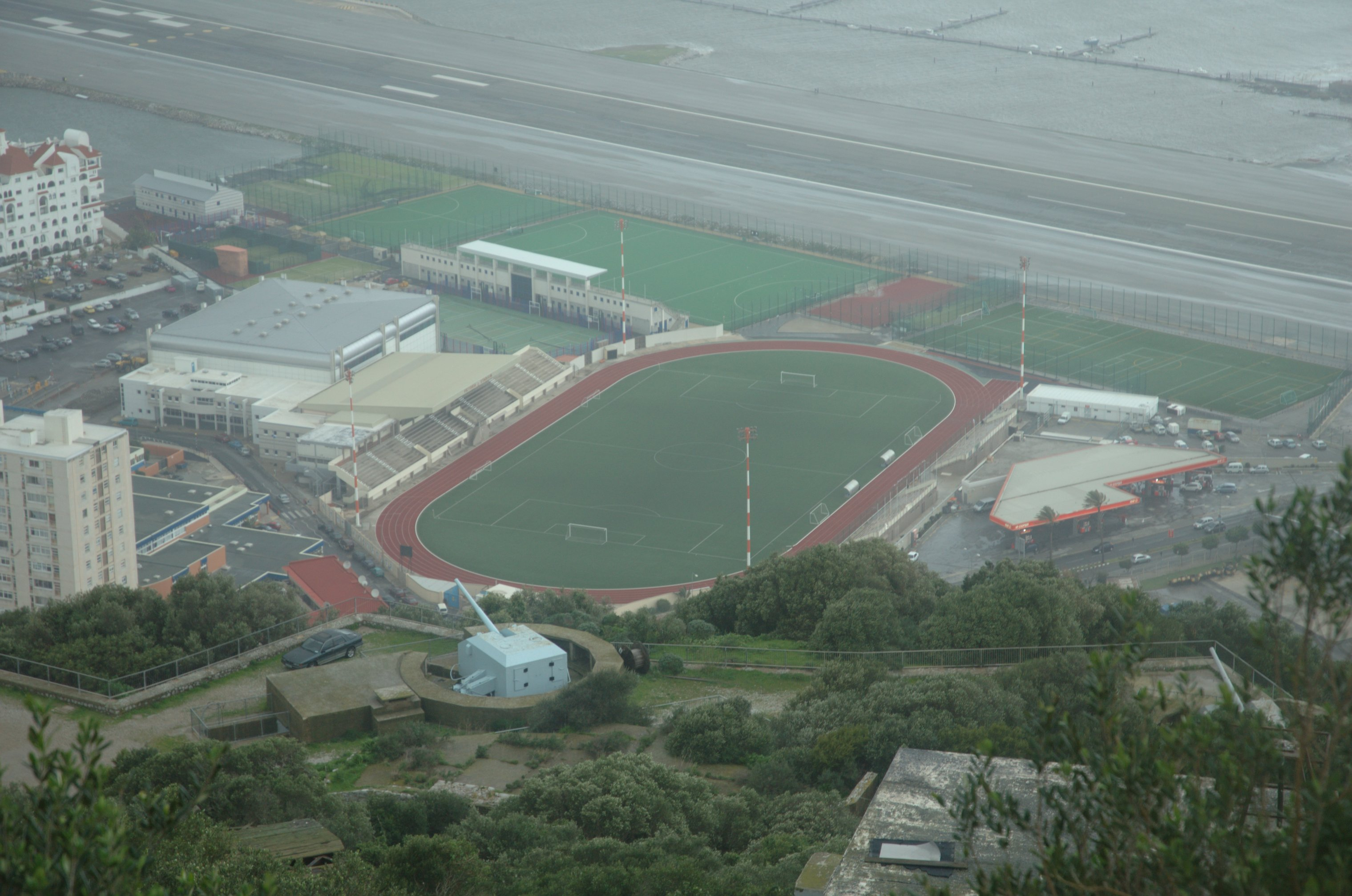
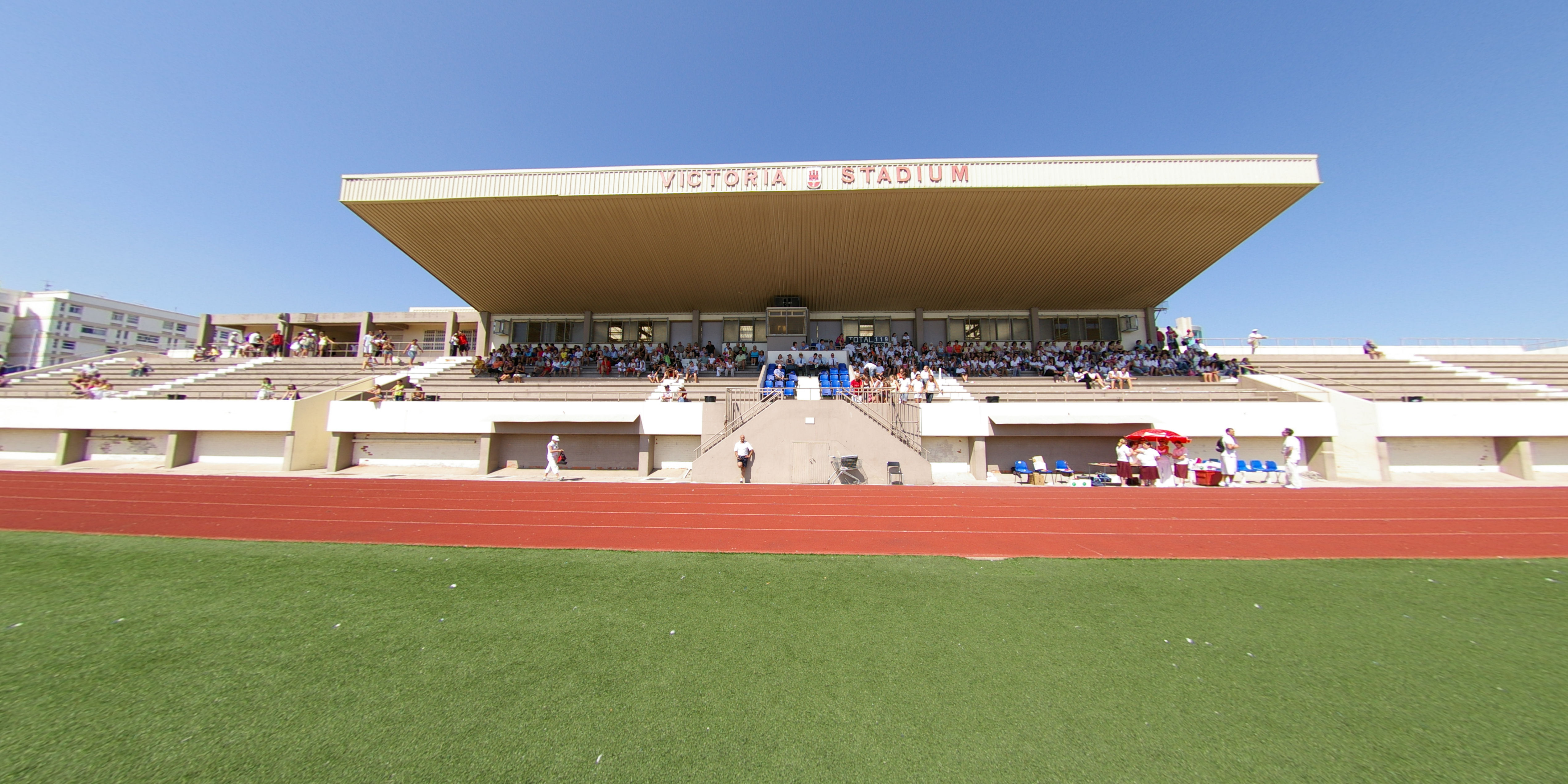
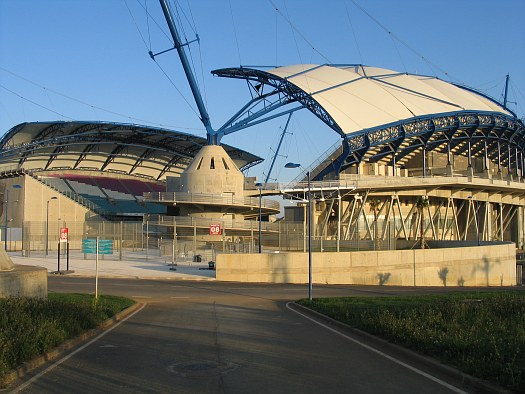
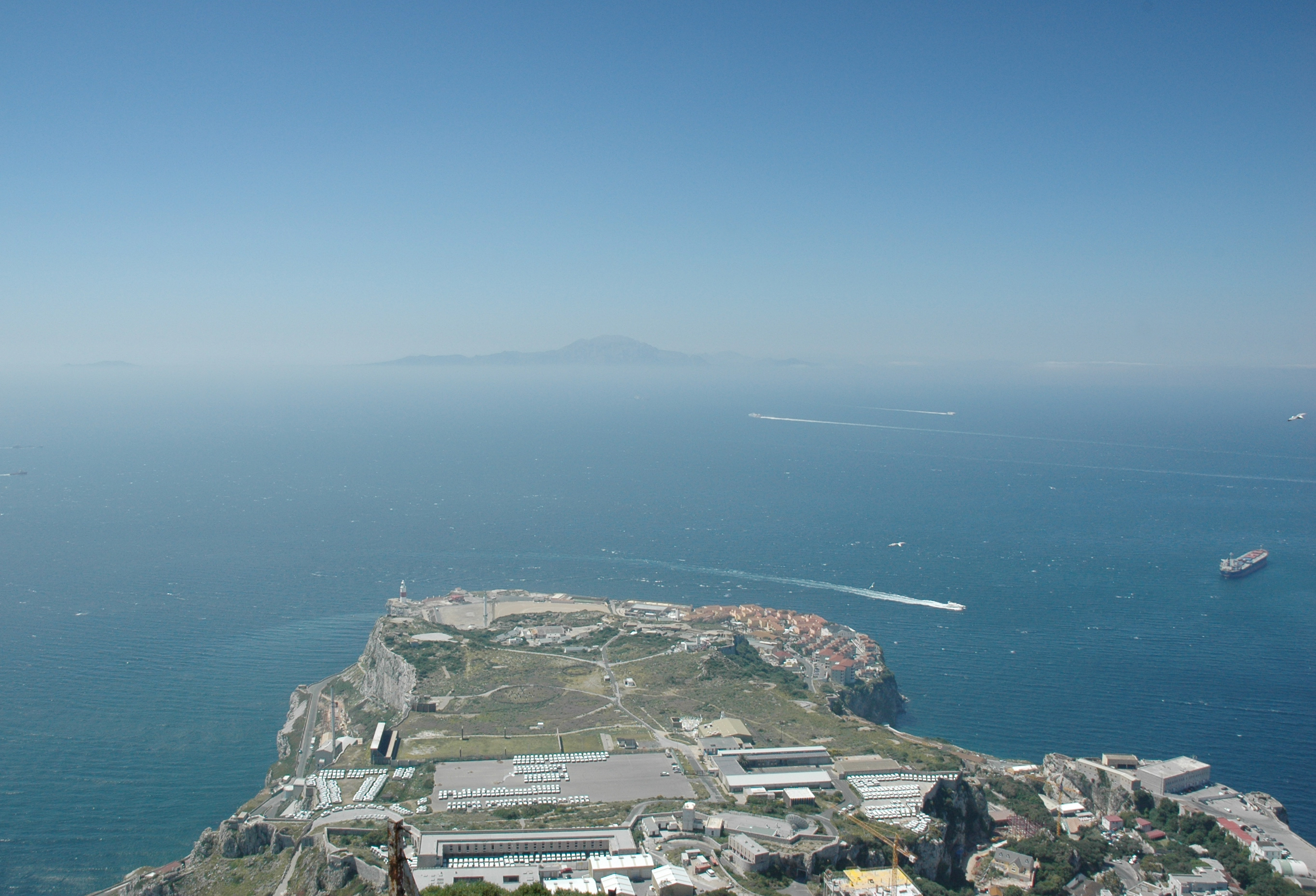